# Polycentropus kenampi
Polycentropus kenampi är en nattsländeart som först beskrevs av Korboot 1964.  Polycentropus kenampi ingår i släktet Polycentropus och familjen fångstnätnattsländor. Inga underarter finns listade i Catalogue of Life.